# Le Fugitif (série télévisée, 1963)
Pour les articles homonymes, voir Le Fugitif.
Le Fugitif (The Fugitive) est une série télévisée américaine en 120 épisodes de 50 minutes (dont 90 en noir et blanc), créée par Roy Huggins, développée et produite par Quinn Martin et diffusée du 17 septembre 1963 au 29 août 1967 sur le réseau ABC.
En France, la série a été diffusée à partir du 1er octobre 1967 sur la deuxième chaîne de l'ORTF.

## Synopsis
Le docteur Richard Kimble, accusé à tort du meurtre de sa femme, fuit la police pour éviter la condamnation à mort et retrouver le véritable assassin, qui est manchot.

## Distribution
Sauf indication contraire, les informations mentionnées dans cette section peuvent être confirmées par les bases de données cinématographiques  présentes dans la section « Liens externes ».

### Personnages principaux
- David Janssen (VF : Jean Fontaine— acteur canadien, pour les treize épisodes en noir et blanc — ;  VF : René Arrieu, 2e voix— comédien français, pour les 26 épisodes en couleur): Dr Richard Kimble
- Bill Raisch (VF : Georges Atlas) : Fred Johnson (« le Manchot », ou « The One-armed Man » en VO)— présent dans 11 épisodes
- Barry Morse (VF : Maurice Dorléac) : lieutenant Philip Gerard— présent dans 37 épisodes
- Jacqueline Scott : Dona Taft— présente dans cinq épisodes : Homecoming, Trial by Fire, Running Scared, Le Jugement (première et deuxième parties)
- Diane Brewster : Helen Kimble— présente dans 2 épisodes : La Fille de la petite Égypte, Le Jugement (2e partie) et, par la voix uniquement, dans The Survivors
- Paul Birch: Capitaine Carpenter— présent pendant les deux premières saisons au côté du lieutenant Gerard

### Invités
- Mort Mills
- Robert Duvall, dans les épisodes 4 et 5 : Never Wave Goodbye
- Van Heflin : dans l'épisode 19 : À la recherche d'un fantôme
- Warren Oates : épisode Le Piège
- Steven Hill dans l'épisode no  26, The White Knight[2]
- Charles Bronson dans l'épisode 17 de la quatrième saison : Une croisière mouvementée
- Richard Anderson dans les épisodes 29 et 30 de la quatrième saison

#### Doublage francophone
Seuls 39 épisodes ont été doublés et diffusés en France – treize de la première saison, en noir et blanc, puis vingt-six de la quatrième, en couleur. En 2001 et 2002, l'intégrale de la série fut diffusée sur la chaîne Série Club ; les 81 épisodes inédits étaient en version originale sous-titrée en français.
Les titres américains avaient tous droit à une traduction. Ainsi, le no 28, Homecoming, où Richard Kimble retrouve sa famille (sa sœur, son beau-frère Léonard Taft, son frère et son père), était intitulé Retour au bercail ; le no 55, The Survivors, où il revoyait la famille d'Helen, les Waverley, (beaux-parents et belle-sœur de Richard Kimble), Les Survivants. On y apprend qu'Helen était infirmière. Dans le no 39 Escape in the Black (Évasion dans le noir), on apprend le nom du manchot, Fred Johnson. Le no 77, Wife Killer ( Le Meurtrier de Madame Kimble) est le premier épisode d'importance pour ce personnage.
Le lieutenant Gerard a également une famille : une femme et un fils, perturbés par son obsession de la capture de Richard Kimble (saison 1, épisode 4, Never Wave Goodbye, 1re partie). Le fils réapparaît dans la saison 1, épisode 27, Never Stop Running ; l'épouse dans la troisième saison, épisodes 9 et 10 (nos 69-70) : Landscape With Running Figures, 1re et 2e parties.
Le no 95, Ten Thousand Pieces of Silver (Dix Mille Pièces d'argent) est le premier de la série où une prime est offerte pour la capture du fugitif. On découvre aussi que, si son odyssée est règlementairement composée de rencontres uniques, il existe une exception : dans La Mère Véronique (no 108), il retrouve une religieuse, sœur Véronique, rencontrée à l'occasion d'une panne de voiture dans Angels Travel on Lonely Road (nos 22-23).

## Épisodes

### Première série

#### Première saison (1963-1964)
Les titres français en gras sont les épisodes doublés en français. Ceux entre guillemets correspondent aux épisodes en VOSTFR sur les DVD américains.
1. L'Obsession (Fear in a Desert City)
2. Titre français inconnu (The Witch) « La sorcière »
3. L'Autre Versant de la montagne (The Other Side of the Mountain)
4. Titre français inconnu (Never Wave Goodbye – Part 1) « Ne dis jamais au revoir, 1ère partie »
5. Titre français inconnu (Never Wave Goodbye – Part 2) « Ne dis jamais au revoir, 2e partie »
6. Décision sur le ring (Decision in the Ring)
7. Titre français inconnu (Smoke Screen) « Rideau de fumée »
8. Titre français inconnu (See Hollywood and Die)
9. Billet pour l'Alaska (Ticket to Alaska)
10. Le Proscrit (Fatso)
11. Cauchemar à Northoak (Nightmare at Northoak)
12. À un fil (Glass Tightrope) (titre français donné sur la VHS numéro 2, sortie en 1993)
13. Titre français inconnu (Terror at High Point) « Terreur en altitude »
14. La Fille de la petite Égypte (The Girl From Little Egypt)
15. Titre français inconnu (Home Is The Hunted) « Retour à la maison »
16. Le Pavillon au fond du jardin (Garden House)
17. Venez me voir mourir (Come Watch me Die)
18. Titre français inconnu (Where the Action is) « Là où est l'action »
19. À la recherche d'un fantôme (Search In a Windy City)
20. La Voix du sang (Bloodline)
21. Le Piège (Rat in a Corner)
22. Titre français inconnu (Angels Travel on Lonely Roads – Part 1) « Les anges empruntent des voies détournées, 1ère partie »
23. Titre français inconnu (Angels Travel on Lonely Roads – Part 2) « Les anges empruntent des voies détournées, 2e partie »
24. Titre français inconnu (Flight From the Final Demon) « L'ultime fuite »
25. Titre français inconnu (Taps for a Dead War) « La fin d'une guerre perdue »
26. Titre français inconnu (Somebody to Remember) « Un ami inoubliable »
27. Titre français inconnu (Never Stop Running) « La course sans fin »
28. Titre français inconnu (The Homecoming) « Retour au bercail »
29. Titre français inconnu (Storm Center) « L'œil du cyclone »
30. Titre français inconnu (The End Game) « Les jeux sont faits »

#### Deuxième saison (1964-1965)
1. Titre français inconnu (Man in a Chariot)
2. Titre français inconnu (World's End)
3. Titre français inconnu (Man on a String)
4. Titre français inconnu (When the Bough Breaks)
5. Titre français inconnu (Nemesis)
6. Titre français inconnu (Tiger Left, Tiger Right)
7. Titre français inconnu (Tug of War)
8. Titre français inconnu (Dark Corner)
9. Titre français inconnu (Escape Into Black)
10. Titre français inconnu (The Cage)
11. Titre français inconnu (Cry Uncle)
12. Titre français inconnu (Detour on a Road Going Nowhere)
13. Titre français inconnu (The Iron Maiden)
14. Titre français inconnu (Devil's Carnival)
15. Titre français inconnu (Ballad for a Ghost)
16. Titre français Inconnu (Brass Ring)
17. Titre français inconnu (The End is but the Beginning)
18. Titre français inconnu (Nicest Fella you'd Ever Want to Meet)
19. Titre français inconnu (Fun and Games and Party Favors)
20. Titre français inconnu (Scapegoat)
21. Titre français inconnu (Corner of Hell)
22. Titre français inconnu (Moon Child)
23. Titre français inconnu (The Survivors)
24. Titre français inconnu (Everybody Gets Hit in the Mouth Sometime)
25. Titre français inconnu (May God Have Mercy)
26. Titre français inconnu (Masquerade)
27. Titre français inconnu (Runner in the Dark)
28. Titre français inconnu (A.P.B.)
29. Titre français inconnu (The Old Man Picked a Lemon)
30. Titre français inconnu (Last Second of a Big Dream)

#### Troisième saison (1965-1966)
1. Titre français inconnu (Wings of an Angel)
2. Titre français inconnu (Middle of a Heat Wave)
3. Titre français inconnu (Crack in a Crystal Ball)
4. Titre français inconnu (Trial by Fire)
5. Titre français inconnu (Conspiracy of Silence)
6. Titre français inconnu (Three Cheers for Little Boy Blue)
7. Titre français inconnu (All the Scared Rabbits)
8. Titre français inconnu (An Apple a Day)
9. Titre français inconnu (Landscape With Running Figures – Part 1)
10. Titre français inconnu  (Landscape With Running Figures – Part 2)
11. Titre français inconnu (Set Fire to a Straw Man)
12. Titre français inconnu (The Stranger in the Mirror)
13. Titre français inconnu (The Good Guys and the Bad Guys)
14. Titre français inconnu (The End of the Line)
15. Titre français inconnu (When the Wind Blows)
16. Titre français inconnu (Not With a Wimper)
17. Titre français inconnu (Wife Killer)
18. Titre français inconnu (This'll Kill You)
19. Titre français inconnu (Echo of a Nightmare)
20. Titre français inconnu (Stroke of Genius), VOST
21. Titre français inconnu (Shadow of the Swan)
22. Titre français inconnu (Running Scared)
23. Titre français inconnu (The Chinese Sunset)
24. Titre français inconnu (Ill Wind)
25. Titre français inconnu (With Strings Attached)
26. Titre français inconnu (The White Knight)
27. Titre français inconnu (The 2103)
28. Titre français inconnu (A Taste of Tomorrow)
29. Titre français inconnu (In a Plain Paper Wrapper)
30. Titre français inconnu (Coralee)

#### Quatrième saison (1966-1967)
1. La Dernière Oasis (The Last Oasis)
2. Cas de conscience (Death is the Door Prize)
3. Une ville saine et tranquille (A Clean and Quiet Town)
4. Titre français inconnu (The Sharp Edge of Chivalry)
5. Titre français inconnu (Ten Thousand Pieces of Silver)
6. Le Royaume de Joshua (Joshua's Kingdom)
7. La seconde vue (Second Sight)
8. Titre français inconnu (Wine is a Traitor)
9. Un être inoffensif (Approach With Care)
10. On ne peut pas perdre toujours (Nobody Loses All the Time)
11. Au grand large (Right in the Middle of the Season)
12. Les Anges sataniques (The Devil's Disciples)
13. Titre français inconnu (The Blessings of Liberty)
14. Et nos œuvres nous suivent (The Evil Men Do)
15. Capturez cet homme (Run the Man Down)
16. Le Revers de la médaille (The Other Side of the Coin)
17. Une croisière mouvementée (The One That Got Away)
18. Scandale immobilier (Concrete Evidence)
19. Mère Véronique (The Breaking of the Habit)
20. L'Enlèvement (There Goes the Ballgame)
21. La vie n'est pas un rêve (The Ivy Maze)
22. Au revoir mon amour (Goodbye my Love)
23. L'Évasion (Passage to Helena)
24. Rue barrée (The Savage Street)
25. Mort d'un petit tueur (Death of a Very Small Killer)
26. Dossier d'un diplomate (Dossier on a Diplomat)
27. Les Murs de la nuit (Walls of Night)
28. Un curieux bonhomme (The Shattered Silence)
29. Le Jugement – 1re partie (The Judgement – Part 1)
30. Le Jugement – 2e partie (The Judgement – Part 2)

### Seconde série
Une deuxième série du même nom, en 22 épisodes de 50 minutes, a été diffusée du 6 octobre 2000 au 25 mai 2001 sur le réseau CBS.

## Le Manchot
- Dans l'intégrale de la série, Fred Johnson, dit le Manchot (interprété par Bill Raisch), apparaît dans 11 épisodes :

Saison 1 : en VF
- La Fille de la petite Égypte
- À la recherche d'un fantôme

Saison 2 : en VOST
- Escape Into Black

Saison 3 : en VOST
- Wife Killer

Saison 4 : en VF
- Une ville saine et tranquille
- La seconde vue
- On ne peut pas perdre toujours
- Mère Véronique (limité à une photographie)
- La vie n'est pas un rêve
- Le Jugement (1re partie)
- Le Jugement (2e partie)

## Autour de la série
- Ces séries seraient inspirées de l'histoire vraie du Dr Sam Sheppard, accusé à tort du meurtre et du viol de sa femme. L'affaire est mentionnée dans un site internet de la deuxième série. Mais les auteurs de la première série ont toujours démenti la chose. La ressemblance peut relever d'une pure coïncidence, comme l'indique la précision du générique final de beaucoup de séries télévisées ; générique auquel cette série ne fait pas exception. Contrairement à Sam Sheppard, qui vit le véritable conte de fées du rêve américain, Richard Kimble n'a pas d'enfants, ce qui est à l'origine de disputes continuelles avec sa femme, à l'origine des accusations portées contre lui. Le meurtrier, dans la fiction, est un rôdeur amputé du bras droit, alors que le personnage soupçonné dans l'histoire du docteur Sheppard serait leur jardinier qui n'est pas manchot. Le nom du policier qui s’acharne contre le Dr Kimble, Philip Gerard, également sans équivalent dans l'affaire Sheppard, renvoie indirectement à Sherlock Holmes. Son créateur, Arthur Conan Doyle, créa également un personnage français, le brigadier Étienne Gérard ; patronyme qui se porte peu chez les Américains d'origine anglo-saxonne. Son personnage ressemble aussi beaucoup au policier Javert, qui dans Les Misérables de Victor Hugo, chasse sans répit le héros, Jean Valjean.
- Dans Twin Peaks, l'apparition de Mike le manchot dans l'épisode pilote était à l'origine destinée à être une sorte d'hommage à la série. « La seule chose qu'il avait à faire était d'être dans l'ascenseur et en sortir » [3].

Cependant, lorsque Lynch a écrit le monologue Le feu marche avec moi, il imaginait Mike dans le sous-sol de l'hôpital, une séquence qui apparaîtra dans la version alternative de l'épisode pilote et, plus tard, dans l'épisode 2, lors du rêve de l'agent Cooper. Le nom complet de Mike est Phillip Michael Gerard, une référence au lieutenant Phillip Gerard, un personnage du Fugitif.

## DVD
- États-Unis : The Fugitive The Complete Series (coffret 32 DVD) sorti le 5 mai 2015 chez CBS-Paramount. Cette édition vient remplacer celle de 2011 dont les musiques alternatives avaient été modifiées pour certains épisodes. L'éditeur a donc ressorti la série avec les bonnes musiques, néanmoins certains coffrets avec ce défaut sont pourtant sortis à la vente. Un programme de remplacement de disques de CBS, ainsi qu'une hotline auprès des consommateurs, a été installée. Les épisodes sont proposés avec des copies restaurées et la présence de sous-titres en anglais[4].
- France : une VHS est sortie le 1er janvier 1993 avec le dernier épisode en deux parties (Le jugement final) chez l'éditeur Reynolds Video, toujours inédit en DVD.

## Adaptations

### Films
- Le Fugitif (The Fugitive), réalisé par Andrew Davis en 1993
- US Marshals, réalisé par Stuart Baird en 1998

### Autres séries
- Le Fugitif, 2000
- Le Fugitif, 2020